# Michele Strifno
Michele Strifno (in greco Μιχαὴλ Στρυφνός?; fl. XII-XIII secolo) era un alto funzionario bizantino durante il regno gli imperatori Angeli.
Strifno è attestato per la prima volta nel 1192 come sebastos e capo del vestiarion (la tesoreria imperiale), sotto l'imperatore Isacco II Angelo (regno 1185-1195). Strifno sposò poi Teodora, figlia di Andronico Camatero e sorella dell'imperatrice Eufrosina Ducena Camatera, moglie dell'imperatore Alessio III Angelo (1195-1203) e grazie a questo legame salì alla posizione di megas doux, comandante in capo della marina bizantina, quando quest'ultimo salì al trono. Lo storico contemporaneo Niceta Coniata lo dipinge come un uomo di "straordinaria rapacità e rara disonestà" (Guilland), che sfruttò la sua posizione per svendere le vele, le ancore e le altre attrezzature della flotta, fino ai chiodi delle navi. Le sue azioni segnarono la fine effettiva della flotta bizantina, che non fu quindi in grado di resistere alla Quarta Crociata pochi anni dopo.
In qualità di megas doux, fu anche governatore della provincia unita di Hellas e del Peloponnesos (Grecia continentale meridionale), e in questa veste si recò ad Atene intorno al 1201-1202 per contrastare il potere nascente di Leone Sguro, un signorotto locale divenuto sovrano autonomo. Non sembra che sia riuscito a controllare Sguro, ma il metropolita di Atene, Michele Coniata, compose comunque un encomio in suo onore. Sopravvivono tre sigilli di Strifno, oltre a un grande anello d'oro smaltato, forse donatogli in occasione della sua nomina a megas doux.